# Fronte della Patria
Il Fronte della Patria è stata una coalizione politica bulgara di ispirazione comunista e repubblicana formata dal Partito Comunista Bulgaro, dal circolo Zveno, dall'Unione Nazionale Agraria Bulgara e dal Partito Socialdemocratico Operaio Bulgaro. Il fronte si opponeva al governo filo-Asse di Boris III e, nel 1944, organizzò un colpo di stato per rovesciare lo zar. Governò la Bulgaria dal 1944 al 1989.